# Villeperrot
Villeperrot est une commune française située dans le département de l'Yonne en région Bourgogne-Franche-Comté.

## Géographie
Villeperrot est située à 110 km de Paris, entre Sens, Montargis et Montereau.
Villeperrot est desservie par l'autoroute A5.

### Climat
Pour des articles plus généraux, voir Climat de la Bourgogne-Franche-Comté et Climat de l'Yonne.
En 2010, le climat de la commune est de type climat océanique dégradé des plaines du Centre et du Nord, selon une étude du Centre national de la recherche scientifique s'appuyant sur une série de données couvrant la période 1971-2000. En 2020, Météo-France publie une typologie des climats de la France métropolitaine dans laquelle la commune est exposée à un climat océanique altéré et est dans la région climatique  Nord-est du bassin Parisien, caractérisée par un ensoleillement médiocre, une pluviométrie moyenne régulièrement répartie au cours de l’année et un hiver froid (3 °C). 
Pour la période 1971-2000, la température annuelle moyenne est de 11,2 °C, avec une amplitude thermique annuelle de 15,8 °C. Le cumul annuel moyen de précipitations est de 671 mm, avec 11,1 jours de précipitations en janvier et 7,2 jours en juillet. Pour la période 1991-2020, la température moyenne annuelle observée sur la station météorologique de Météo-France la plus proche, « Sens », sur la commune de Sens à 8 km à vol d'oiseau, est de 11,9 °C et le cumul annuel moyen de précipitations est de 644,7 mm. 
La température maximale relevée sur cette station est de 42,4 °C, atteinte le 25 juillet 2019 ; la température minimale est de −22,6 °C, atteinte le 14 février 1956,,. 
Les paramètres climatiques de la commune ont été estimés pour le milieu du siècle (2041-2070) selon différents scénarios d'émission de gaz à effet de serre à partir des nouvelles projections climatiques de référence DRIAS-2020. Ils sont consultables sur un site dédié publié par Météo-France en novembre 2022.

## Urbanisme

### Typologie
Au 1er janvier 2024, Villeperrot est catégorisée commune rurale à habitat dispersé, selon la nouvelle grille communale de densité à sept niveaux définie par l'Insee en 2022.
Elle est située hors unité urbaine. Par ailleurs la commune fait partie de l'aire d'attraction de Sens, dont elle est une commune de la couronne,. Cette aire, qui regroupe 65 communes, est catégorisée dans les aires de 50 000 à moins de 200 000 habitants,.

### Occupation des sols
L'occupation des sols de la commune, telle qu'elle ressort de la base de données européenne d’occupation biophysique des sols Corine Land Cover (CLC), est marquée par l'importance des territoires agricoles (70,5 % en 2018), une proportion identique à celle de 1990 (70,5 %). La répartition détaillée en 2018 est la suivante : 
terres arables (59,8 %), forêts (26,7 %), zones agricoles hétérogènes (10,7 %), eaux continentales (2,8 %). L'évolution de l’occupation des sols de la commune et de ses infrastructures peut être observée sur les différentes représentations cartographiques du territoire : la carte de Cassini (XVIIIe siècle), la carte d'état-major (1820-1866) et les cartes ou photos aériennes de l'IGN pour la période actuelle (1950 à aujourd'hui).

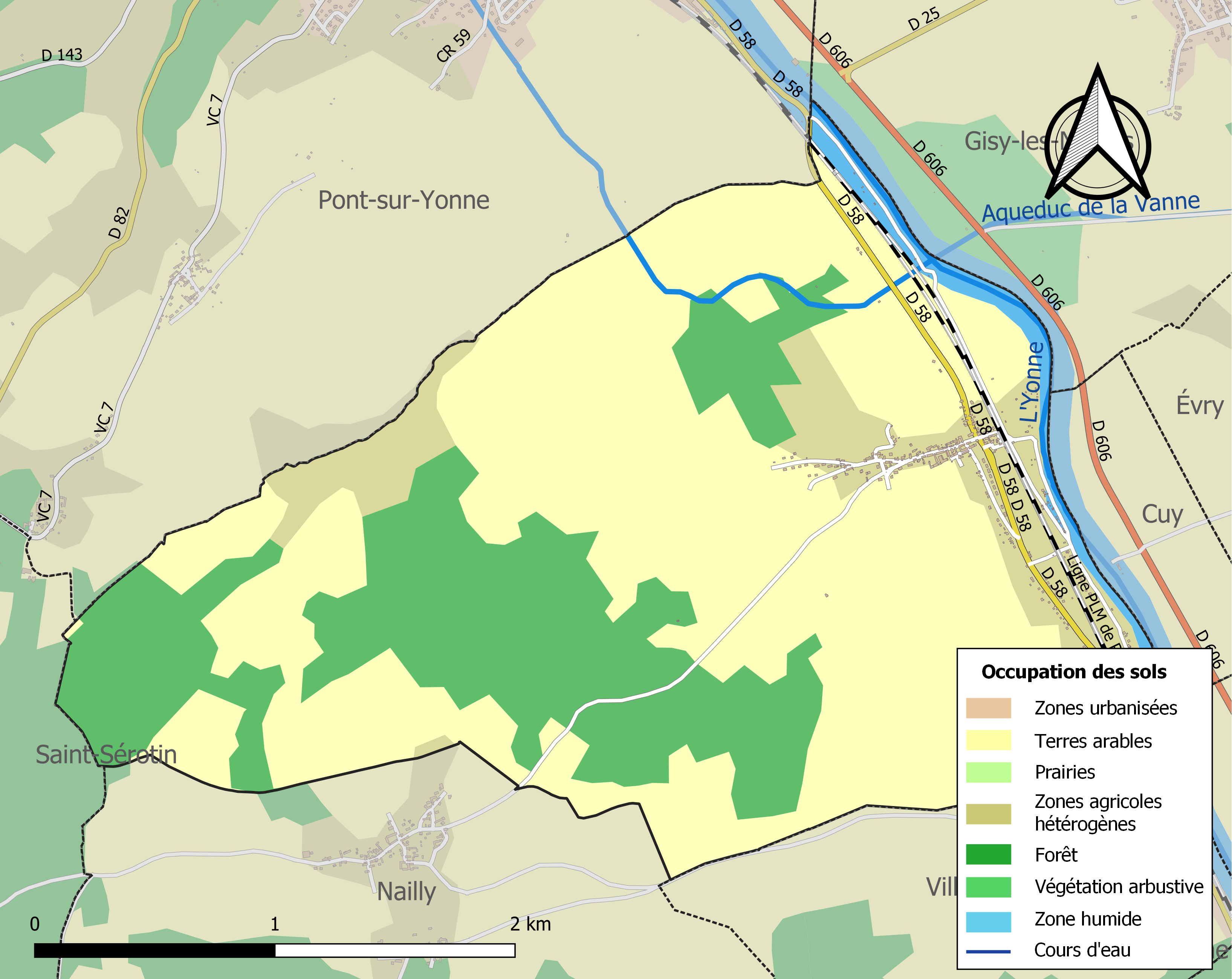
Carte des infrastructures et de l'occupation des sols de la commune en 2018 (CLC).

## Histoire
Datant de l'époque d'Hallstatt, une nécropole a été découverte sur le territoire de la commune lors de fouilles archéologiques.

## Politique et administration
| Période      | Période                    | Identité           | Étiquette | Qualité |
| ------------ | -------------------------- | ------------------ | --------- | ------- |
| avant 1981   | ?                          | Yvon Suhner        |           |         |
| mars 2008    | mars 2014                  | Pierre Pecorari    |           |         |
| mars 2014    | juillet 2020               | Pierre Petit       |           |         |
| juillet 2020 | En cours (au 27 mars 2021) | Tatiana Hautecoeur |           |         |

## Démographie
L'évolution du nombre d'habitants est connue à travers les recensements de la population effectués dans la commune depuis 1793. Pour les communes de moins de 10 000 habitants, une enquête de recensement portant sur toute la population est réalisée tous les cinq ans, les populations de référence des années intermédiaires étant quant à elles estimées par interpolation ou extrapolation. Pour la commune, le premier recensement exhaustif entrant dans le cadre du nouveau dispositif a été réalisé en 2007.

En 2022, la commune comptait 296 habitants, en évolution de −8,07 % par rapport à 2016 (Yonne : −1,95 %, France hors Mayotte : +2,11 %).
| 1793 | 1800 | 1806 | 1821 | 1831 | 1836 | 1841 | 1846 | 1851 |
| ---- | ---- | ---- | ---- | ---- | ---- | ---- | ---- | ---- |
| 132  | 143  | 117  | 154  | 175  | 176  | 182  | 188  | 214  |

| 1856 | 1861 | 1866 | 1872 | 1876 | 1881 | 1886 | 1891 | 1896 |
| ---- | ---- | ---- | ---- | ---- | ---- | ---- | ---- | ---- |
| 196  | 198  | 188  | 188  | 169  | 179  | 153  | 139  | 128  |

| 1901 | 1906 | 1911 | 1921 | 1926 | 1931 | 1936 | 1946 | 1954 |
| ---- | ---- | ---- | ---- | ---- | ---- | ---- | ---- | ---- |
| 128  | 121  | 123  | 130  | 150  | 99   | 119  | 101  | 113  |

| 1962 | 1968 | 1975 | 1982 | 1990 | 1999 | 2006 | 2007 | 2012 |
| ---- | ---- | ---- | ---- | ---- | ---- | ---- | ---- | ---- |
| 107  | 98   | 143  | 177  | 225  | 267  | 307  | 313  | 317  |

| 2017 | 2022 | - | - | - | - | - | - | - |
| ---- | ---- | - | - | - | - | - | - | - |
| 323  | 296  | - | - | - | - | - | - | - |

## Culture locale et patrimoine

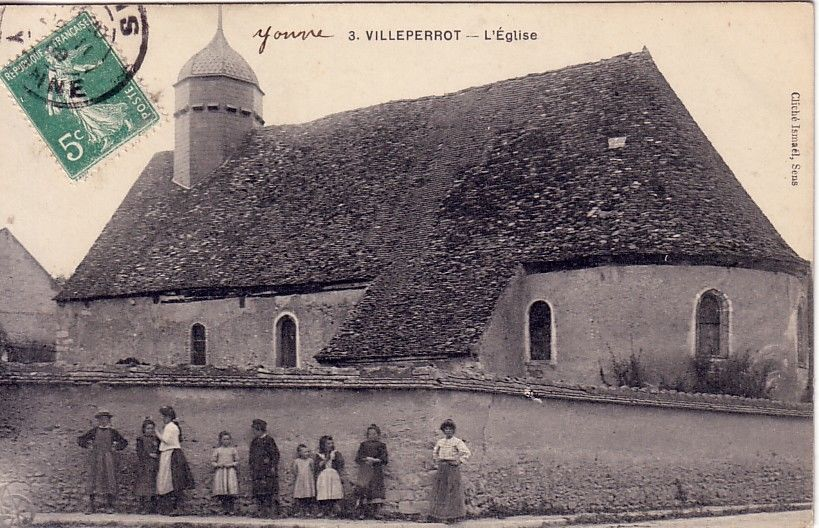
L'église de Villeperrot en 1900.

### Lieux et monuments
- Église Saint-Hilaire-et-Saint-Eutrope de Villeperrot.
- Le manoir de l'Onde : manoir de style anglo-normand entouré d'un parc situé au bord de l'Yonne. C'est aujourd'hui un hôtel touristique.

### Personnalités liées à la commune
- Pierre-Maximilien Pajot, seigneur de Villeperrot, mort le 19 décembre 1754 à Villeperrot. Il était maréchal des camps et armées du roi et chevalier de Saint-Louis.
- Le coureur cycliste Serge Guillaume est né à Villeperrot le 30 juin 1946. Il remporta entre autres la 14e étape du Tour du Portugal en 1971.

### Héraldique
| Blason de Villeperrot | Blason  | Écartelé, le trait du coupé ondé : au 1er d'or au pairle d'azur, au 2e de sinople à un serpent contourné d'or ondoyant en barre, au 3e de sinople à une hache d'armes d'or posée en bande, au 4e d'or à une grappe de raisin de pourpre pamprée et feuillée au naturel.                                                          |
| Blason de Villeperrot | Détails | Le premier est aux armes du département de l'Yonne et son fleuve qui est représenté par l'onde ; le serpent et la hache évoquent respectivement saint Hilaire et saint Eutrope, patrons de la paroisse locale, et enfin, le raisin est pour le passé viticole de la commune. Création Jean-François Binon, adoptée en mars 2021. |
| Blason de Villeperrot | Alias   | D'argent à un lapin accroupi au naturel. Présent sur les plaques de rue. |